# Same Time, Same Place
Same Time, Same Place (Mismo lugar, Misma hora en América Latina) y en A la misma hora y el mismo lugar en España) es el tercer episodio de la séptima temporada de la serie de televisión estadounidense Buffy, la cazavampiros.
Willow regresa a Sunnydale, pero su miedo de que sus amigos no quieran verla inadvertidamente hacen un hechizo que les 
imposibilita literalmente verla.

## Argumento
Buffy, Xander y Dawn esperan a Willow en el aeropuerto, pero no aparece. Willow llega a Sunnydale pero sus amigos no la están esperando. La casa de las Summers está vacía. Revisa el cuarto que compartió con Tara y finalmente se tumba en el sofá, desanimada.
En ese momento, el grupo entra en la casa vacía y se sienta en el sofá. Se preguntan que le habrá podido ocurrir a su amiga.
Al día siguiente, Willow habla con Anya en La Caja Mágica. Cuando acude al Instituto encuentra un cuerpo. Buffy y Xander también están allí: el cuerpo está despellejado. 
El grupo empieza a investigar y Dawn localiza a un demonio, Gnarl, que se come la piel de sus víctimas. Willow acaba atrapada en una cueva con el demonio, paralizada por su veneno. Al encontrarse con Anya, les habla de la vuelta de Willow y de dónde podría estar. 
Buffy mata al demonio y por la mañana habla con su amiga. Está meditando con magia para curarse. Se hizo invisible porque pensaba que no estaba lista para enfrentarse a sus amigos. Buffy admite, arrepentida, que llegó a sospechar de ella. Ambas comienzan a curar sus heridas juntas.

## Reparto

### Personajes principales
- Sarah Michelle Gellar como Buffy Summers.
- Nicholas Brendon como Xander Harris.
- Alyson Hannigan como Willow Rosenberg.
- Emma Caulfield como Anya Jenkins.
- Michelle Trachtenberg como Dawn Summers.
- James Marsters como Spike.

### Personajes secundarios
- Camden Toy como Gnarl.
- Marshe Daniel como Hermano.
- Anthony S. Johnson como Padre.
- Nicholette Dixon como Hermana.
- Matt Koruba como Adolescente.

## Continuidad
Aquí se presentan los hechos que o bien influyen en la séptima temporada exclusivamente, o bien que viniendo de episodios anteriores influyen en este. Y por último, acontecimientos que ocurren en este episodio que influyen en las demás temporadas o en alguna otra temporada.

### Para la séptima temporada
- Willow regresa a Sunnydale.
- Las consecuencias para Anya por no cumplir correctamente su trabajo como demonio de la venganza son presentadas por primera vez (ya no es capaz de teletransportarse)

### Para todas o las demás temporadas
- Es la primera vez que Dawn acompaña a la pandilla en la caza de un demonio, pese a que su vida estuvo en peligro. Esto es una alusión al compromiso al que Buffy llegó al final de la sexta temporada tras percatarse de que Dawn puede ser tan independiente como quiera.

### Para los cómics u otra de las series del buffyverso
- Datos: Q3030835